# Lambert-Sigisbert Adam

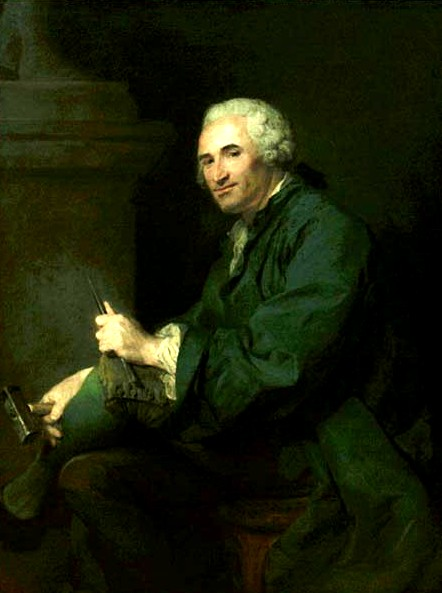
portret Lamberta-Sigisberta Adama, namalowany przez Jeana-Baptistę Perronneau w 1753, Paryż, Louvre

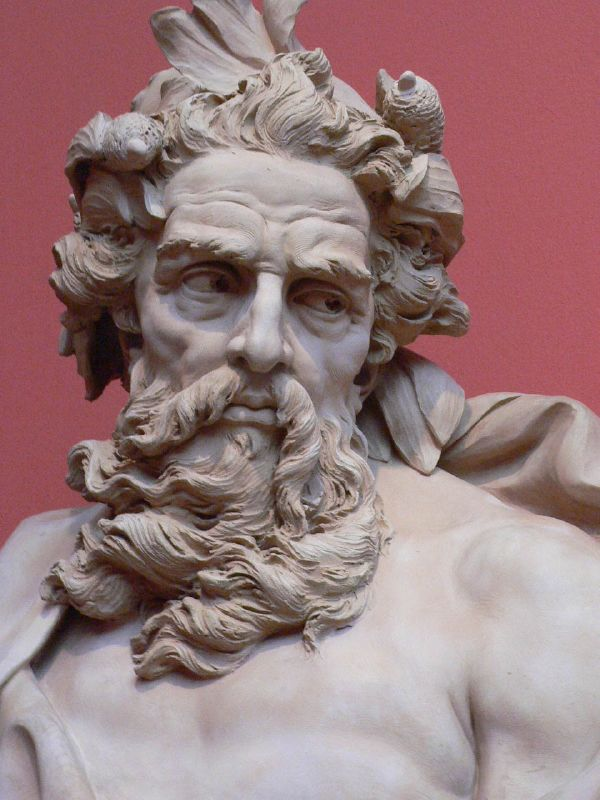
Lambert-Sigisbert Adam, Neptun w muzeum kalifornijskim

Lambert-Sigisbert Adam (ur. 10 października 1700 w Nancy, zm. 12 maja 1759 w Paryżu) – francuski rzeźbiarz, syn Jacoba Sigisberta Adama. Do roku 1718 pracował w warsztacie swojego ojca, później przeniósł się do Paryża, gdzie w 1723 otrzymał wielką nagrodę w dziedzinie rzeźby, z którą związany był pobyt w Rzymie. Tam restaurował antyczne rzeźby dla kardynała Melchiora de Polignac. Wykonywał też mitologiczne i alegoryczne reliefy, oraz rzeźby o tematyce religijnej. Wygrał ogłoszony przez papieża Klemensa XII konkurs na Fontannę Trevi. Jego projekt nie został jednak zrealizowany. W 1733 powrócił do Paryża, gdzie powoli wyzwolił się z wpływów włoskiej rzeźby barokowej szczególnie prac Giovanniego Lorenzo Berniniego. Tworzył pojedyncze i grupowe posągi do fontann i ogrodów oraz reliefy do dekoracji wnętrz (m.in. w Wersalu).
Marmurowa rzeźba Prometeusz, którą artysta ofiarował paryskiej Akademii dowodzi jego wynalazczości oraz wiedzy technicznej, pozostaje jednak jeszcze pod wyraźnym wpływem twórczości Berniniego. Stworzone w 1740 wraz z bratem Nicolasem Sebastienem, grupy rzeźb parkowych dla Wersalu; Tryumf Neptuna i Amphitritesa oraz grupa alegoryczna w parku St-Cloud Zjednoczenie Sekwany i Marny wykazują już cechy rokoka.